# Campionati del mondo di ciclocross 2011 - Gara maschile Elite
La gara maschile Elite dei campionati del mondo di ciclocross 2011 è stata corsa il 30 gennaio a Sankt Wendel, in Germania. La corsa è stata vinta dal ceco Zdeněk Štybar, campione del mondo uscente, davanti ai belgi Sven Nys e Kevin Pauwels.
Partenza con 54 ciclisti, dei quali 30 portarono a termine la competizione.

## Squadre partecipanti
| N. Atleti | Cod. | Squadra       |
| --------- | ---- | ------------- |
| 1         | AUT  | Austria       |
| 7         | BEL  | Belgio        |
| 2         | CAN  | Canada        |
| 6         | CZE  | Rep. Ceca     |
| 1         | DEN  | Danimarca     |
| 3         | FRA  | Francia       |
| 5         | GER  | Germania      |
| 3         | GBR  | Gran Bretagna |
| 3         | ITA  | Italia        |

| N. atleti | Cod. | Squadra     |
| --------- | ---- | ----------- |
| 2         | JPN  | Giappone    |
| 1         | LUX  | Lussemburgo |
| 3         | NLD  | Paesi Bassi |
| 2         | POL  | Polonia     |
| 3         | SVK  | Slovacchia  |
| 4         | ESP  | Spagna      |
| 3         | SWE  | Svezia      |
| 2         | SUI  | Svizzera    |
| 3         | USA  | Stati Uniti |

## Classifica (Top 10)
| Pos. | Corridore             | Squadra   | Tempo    |
| ---- | --------------------- | --------- | -------- |
| 1    | Zdeněk Štybar         | Rep. Ceca | 1h06'37" |
| 2    | Sven Nys              | Belgio    | a 18"    |
| 3    | Kevin Pauwels         | Belgio    | a 1'15"  |
| 4    | Francis Mourey        | Francia   | a 1'16"  |
| 5    | Philipp Walsleben     | Germania  | a 1'18"  |
| 6    | Klaas Vantornout      | Belgio    | a 1'23"  |
| 7    | Marco Aurelio Fontana | Italia    | a 1'51"  |
| 8    | Bart Wellens          | Belgio    | a 2'01"  |
| 9    | Christian Heule       | Svizzera  | a 2'03"  |
| 10   | Tom Meeusen           | Belgio    | s.t.     |